# Jack Rimmer
John Thomas Rimmer, detto Jack (Ormskirk, 27 aprile 1878 – Liverpool, 6 giugno 1962), è stato un siepista e mezzofondista britannico, vincitore di due medaglie d'oro ai Giochi olimpici di Parigi 1900.

## Palmarès
| Anno                                  | Manifestazione  | Sede   | Evento           | Risultato | Prestazione | Note |
| ------------------------------------- | --------------- | ------ | ---------------- | --------- | ----------- | ---- |
| In rappresentanza della Gran Bretagna |                 |        |                  |           |             |      |
| 1900                                  | Giochi olimpici | Parigi | 1500 m piani     | 7º-9º     | n/d         |      |
| 1900                                  | Giochi olimpici | Parigi | 4000 m siepi     | Oro       | 12'58"4     |      |
| In rappresentanza della Squadra mista |                 |        |                  |           |             |      |
| 1900                                  | Giochi olimpici | Parigi | 5000 m a squadre | Oro       | 26 p.       |      |